# Pisandro (mirmidone)
(Iliade, Libro XVI, v. 275.)

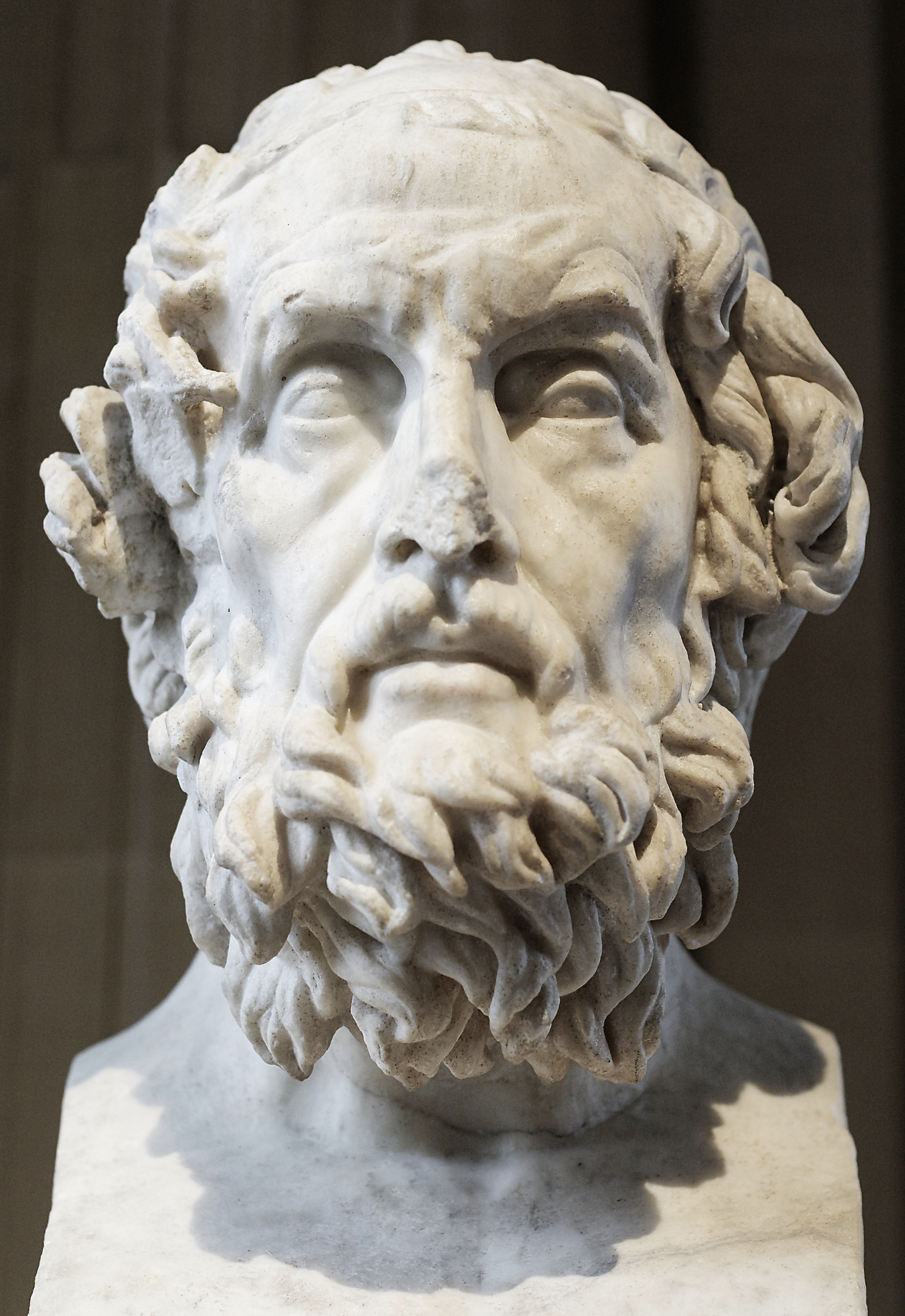
Ritratto immaginario di Omero,
il poeta greco autore dell'Iliade (busto romano del II secolo d.C.
conservato al Museo del Louvre
di Parigi.

Nella mitologia greca, Pisandro (in lingua greca Πείσανδρος, Pisanda) era uno dei cinque generali Mirmidoni al servizio di Achille durante la Guerra di Troia nell'Iliade. Gli altri capi erano:Eudoro, Alcimedonte, Fenice e Menestio
Omero, nel poema dell'Iliade, di lui scrisse che era figlio di Memalo, che era bravo nel lanciare il giavellotto ed era secondo, nel combattimento con l'asta, al solo Patroclo. Altre notizie di Pisandro furono riferite da parte di Eustazio di Tessalonica che scrisse di lui nei commenti all'Iliade e narrò la sua morte, avvenuta forse per mano di Glauco.